# Аргентина на зимних Паралимпийских играх 2014
Аргентина на зимних Паралимпийских играх 2014 года планирует получить несколько лицензий в нескольких видах спорта. Игры пройдут в Сочи с 7 по 16 марта 2014 года.

## Состав сборной и результаты выступлений

### Горнолыжный спорт
Мужчины
| Соревнование      | Класс | Спортсмены                   | Скоростной спуск/ 1 спуск | Скоростной спуск/ 1 спуск | Слалом/ 2 спуск | Слалом/ 2 спуск | Всего   | Место |
| Соревнование      | Класс | Спортсмены                   | Время                     | Место                     | Время           | Место           | Всего   | Место |
| ----------------- | ----- | ---------------------------- | ------------------------- | ------------------------- | --------------- | --------------- | ------- | ----- |
| Слалом            | Стоя  | Карлос Хавьер Кодина Томатис | 1:02,87                   | 33                        | 1:07,07         | 24              | 2:09,94 | 26    |
| Гигантский слалом | Сидя  | Энрике Плантей               | 1:34,37                   | 25                        | 1:31,28         | 19              | 3:05,65 | 19    |
| Гигантский слалом | Стоя  | Карлос Хавьер Кодина Томатис | 1:33,96                   | 32                        | 1:24,40         | 24              | 2:58,36 | 25    |

Сноуборд-кросс
Мужчины
| Соревнование   | Класс | Спортсмены                   | 1 спуск | 1 спуск | 2 спуск | 2 спуск | 3 спуск | 3 спуск | Всего   | Место |
| Соревнование   | Класс | Спортсмены                   | Время   | Место   | Время   | Место   | Время   | Место   | Всего   | Место |
| -------------- | ----- | ---------------------------- | ------- | ------- | ------- | ------- | ------- | ------- | ------- | ----- |
| Сноуборд-кросс | Стоя  | Карлос Хавьер Кодина Томатис | 58,01   | 9       | 56,99   | 8       | 56,57   | 6       | 1:53,56 | 9     |

### Лыжные гонки
Мужчины
Спринтерские гонки
| Соревнование | Класс | Спортсмены           | Квалификация | Квалификация | Полуфинал            | Полуфинал            | Полуфинал            | Финал                | Финал                | Итоговое место |
| Соревнование | Класс | Спортсмены           | Время        | Место        | Забег                | Время                | Место                | Время                | Место                | Итоговое место |
| ------------ | ----- | -------------------- | ------------ | ------------ | -------------------- | -------------------- | -------------------- | -------------------- | -------------------- | -------------- |
| 1 км         | Стоя  | Пабло Хавьер Робледо | 4:12,79      | 20           | Завершил выступление | Завершил выступление | Завершил выступление | Завершил выступление | Завершил выступление | 20             |

Дистанционные гонки
| Соревнование | Класс | Спортсмены           | Время     | Место |
| ------------ | ----- | -------------------- | --------- | ----- |
| 10 км        | Стоя  | Пабло Хавьер Робледо | 28:17,2   | 23    |
| 20 км        | Стоя  | Пабло Хавьер Робледо | 1:05:24,2 | 12    |